# Dadzu
Ne doit pas être confondu avec Dadju.
Daniel Dadzu, nom de scène de Daniel Dupéchez, né le 18 août 1926 à Paris où il est mort le 16 juillet 1999, est un comédien, chansonnier, caricaturiste et écrivain français.
Il fut connu du grand public pour sa participation au feuilleton "La Porteuse de pain", succès télévisuel des années 70, mais aussi pour sa participation aux "Jeux de 20 heures" sur FR3. Il se produisait aussi dans des cabarets parisiens. 
L'animateur Laurent Ruquier l'a cité comme un ami proche et un inspirateur. 

## Filmographie

### Cinéma
- 1949 : Du pied (1949)[3]
- 1974 : Le Bordel, 1re époque : 1900 : le pharmacien
- 1984 : Allô Béatrice
- 1986 : Nuit d'ivresse : Auguste
- 1997 : Yves Boisset

### Télévision
- 1974 : Malaventure ép. « Aux innocents les mains sales » de Joseph Drimal
- 1973 : La Porteuse de pain : Étienne Castel
- 1981 : La nonne sanglante[4] (TV)
- 1984 : L'affreux séducteur, série TV
- 1992 : Le Miel et les Abeilles, série TV
- 1999 : Balzac (téléfilm, 1999)
- 1962 : Âge tendre et tête de bois[4]

## Caricatures
- Actuali-têtes[réf. nécessaire] (1974) : Jacques Chirac, Enrico Macias, Fidel Castro, Jacques Brel, Valéry Giscard d'Estaing, Michel Polnareff, François Léotard, Georges Brassens, Pierre Perret, Serge Gainsbourg, François Mitterrand, Raymond Devos, Charles Aznavour, Serge Reggiani, Georges Marchais et Ronald Reagan.

## Publications
- Tout Faux, tome 1, 1989, en collaboration avec Jean Amadou.
- Tout Faux, tome 2, 1990, en collaboration avec Jean Amadou.
- Tout Faux, tome 3, 1991, en collaboration avec Jean Amadou.
- D'aventure en aventures, 1991, dessins de Dadzu.

## Discographie
- Polissonnades (Canular-Club) : Chœur Du Canular, Grande Muette Petite Bavarde, Coiffure Pour Dames, Margarine Tango, Narcotique Stupéfiant, Vitamines Twist, Démembrement / Les Phalliques Vinyle